# Карлінвілл (Іллінойс)
Карлінвілл (англ. Carlinville) — місто (англ. city) в США, в окрузі Макупін штату Іллінойс. Населення — 5710 осіб (2020).

## Географія
Карлінвілл розташований за координатами 39°16′41″ пн. ш. 89°52′44″ зх. д. / 39.27806° пн. ш. 89.87889° зх. д. (39.278117, -89.878781).  За даними Бюро перепису населення США в 2010 році місто мало площу 7,76 км², уся площа — суходіл. В 2017 році площа становила 8,72 км², уся площа — суходіл.

## Демографія
Згідно з переписом 2010 року, у місті мешкало 5917 осіб у 2431 домогосподарстві у складі 1433 родин. Густота населення становила 763 особи/км².  Було 2615 помешкань (337/км²).
Расовий склад населення:
| - 96,5 % — білих - 1,5 % — чорних або афроамериканців - 0,5 % — азіатів - 0,2 % — корінних американців |

До двох чи більше рас належало 0,9 %. Частка іспаномовних становила 1,1 % від усіх жителів.
За віковим діапазоном населення розподілялося таким чином: 20,7 % — особи молодші 18 років, 61,1 % — особи у віці 18—64 років, 18,2 % — особи у віці 65 років та старші. Медіана віку мешканця становила 37,9 року. На 100 осіб жіночої статі у місті припадало 92,8 чоловіків;  на 100 жінок у віці від 18 років та старших — 87,8 чоловіків також старших 18 років.
Середній дохід на одне домашнє господарство  становив 51 792 долари США (медіана — 39 121), а середній дохід на одну сім'ю — 68 549 доларів (медіана — 60 647). Медіана доходів становила 45 333 долари для чоловіків та 36 991 долар для жінок. За межею бідності перебувало 17,6 % осіб, у тому числі 19,1 % дітей у віці до 18 років та 11,0 % осіб у віці 65 років та старших.
Цивільне працевлаштоване населення становило 2439 осіб. Основні галузі зайнятості: освіта, охорона здоров'я та соціальна допомога — 25,7 %, мистецтво, розваги та відпочинок — 14,4 %, науковці, спеціалісти, менеджери — 9,8 %, виробництво — 9,4 %.